# Brooke megye
Brooke megye az Amerikai Egyesült Államokban, azon belül Nyugat-Virginia államban található. Megyeszékhelye Wellsburg, legnagyobb városa Follansbee. Lakosainak száma 22 559 fő (2020. április 1.). Brooke megye Washington, Ohio, Jefferson és Hancock megyékkel határos.

## Népesség
A megye népességének változása:
| Lakosok száma | 23 991 | 23 930 | 23 848 | 23 737 | 23 350 | 22 559 |
|               | 2010   | 2011   | 2012   | 2013   | 2015   | 2020   |